# Ctenogobiops crocineus
Ctenogobiops crocineus là một loài cá biển thuộc chi Ctenogobiops trong họ Cá bống trắng. Loài này được mô tả lần đầu tiên vào năm 1959.

## Từ nguyên
Tính từ định danh crocineus bắt nguồn từ krókinos (κρόκινος trong tiếng Hy Lạp cổ đại) nghĩa là “màu vàng cam như saffron”, hàm ý đề có lẽ đề cập đến màu sắc của loài cá này khi còn sống.

## Phân bố và môi trường sống
Từ Biển Đỏ và Đông Phi, C. crocineus có phân bố trải dài về phía đông đến Fiji, ngược lên phía bắc tới quần đảo Ryukyu (Nhật Bản), xa về phía nam tới rạn san hô Great Barrier. Ở Việt Nam, C. crocineus được ghi nhận tại vịnh Nha Trang.
C. crocineus sống trên nền cát và đá vụn của rạn san hô, được tìm thấy ở độ sâu đến ít nhất là 15 m.

## Mô tả
Chiều dài chuẩn lớn nhất được ghi nhận ở C. crocineus là 5,5 cm. So với Ctenogobiops maculosus, C. crocineus không có vệt nâu hình chữ V ở mõm, cũng không có các vạch vàng ở bụng. Các đốm đen lớn ở nửa thân dưới thường được bao quanh bởi các chấm màu xanh lam óng.
Số gai ở vây lưng: 7; Số tia ở vây lưng: 11–12; Số gai ở vây hậu môn: 1; Số tia ở vây hậu môn: 9; Số tia ở vây ngực: 19.

## Sinh thái
C. crocineus sống cộng sinh trong hang với tôm gõ mõ (Alpheus rapacida hoặc Alpheus rapax).